# Clean room design

Le clean room design (également connu sous le nom de « technique de la muraille de chine ») est une méthode consistant en la copie d'un modèle par rétroingénierie, puis par sa recréation sans enfreindre les copyrights et secrets de fabrication liés au modèle original. Le Clean Room Design est utile comme moyen de défense contre les droits d'auteur et les secrets commerciaux car il repose sur une invention indépendante. Toutefois, parce que l'invention indépendante n'est pas un moyen de défense contre les brevets, cette méthode ne peut généralement pas être utilisée pour contourner les restrictions de brevets.
Le terme implique que l'équipe de conception travaille dans un environnement qui est « propre », à l'image d'une salle blanche, manifestement sans contact ni connaissance des techniques possédées et employées par le concurrent.
Généralement, le clean room design est effectué par quelqu'un qui examine le système devant être réimplémenté, avant d'en rédiger une description détaillée. Cette notice est ensuite examinée par un avocat pour s'assurer qu'aucun matériel sous copyright n'est inclus. Enfin, la notice est mis en œuvre par une équipe sans aucun lien avec les examinateurs initiaux.